# المجلس الإسلامي في النرويج
المجلس الإسلامي في النرويج (بالنرويجية: Islamsk Råd Norge واختصاراً IRN) هو منظمة شاملة للتجمّعات والمنظمات الإسلامية في النرويج، ويقع مقرها في أوسلو. يمثِّل حاليا 41 تجمّعا يبلغ مجموع أعضائها حوالي 60 ألف عضو، وهو عضو في المجلس الأوروبي للإفتاء والبحوث (ECFR).

## التنظيم
تأسس المجلس الإسلامي النرويجي في 22 أكتوبر 1993. ومنذ عام 2006 تلقّى دعما ماليا من وزارة الثقافة النرويجية. وتشمل عضوية المجلس تجمعات إسلامية تتكوَّن من جماعات مهاجِرة بعينها، خاصةً الألبانية والبوسنية والعراقية والباكستانية، فضلاً عن مساجد لا تركز على مجموعات عرقية محددة. ومهمته المعلنة هي:
- الانخراط في العمل الذي يسمح للمسلمين النرويجيين بالعيش وفقا للتعاليم الإسلامية داخل المجتمع النرويجي وإنشاء هوية نرويجية مسلمة.
- تعزيز التضامن بين المسلمين النرويجيين وتعزيز مصالح وحقوق المنظمات الأعضاء.
- العمل كشريك للوساطة والحوار بهدف خلق التفاهم والاحترام المتبادل بين النرويجيين المسلمين وغير المسلمين، فيما يتعلق بالدين والثقافة والقيم الأخلاقية.

## الأنشطة
ينظَّم عمل المجلس في لجان تختص بقضايا محددة مثل لجنة الأهِلّة التي تعطي المشورة حول كيفية تفسير التقويم الهجري في النرويج، ولجنة الطعام الحلال التي تشرف على طقوس الذبح الإسلامي وفقا لقوانين رعاية الحيوان، ولجنة الدفن التي تتعاون مع سلطات الكنيسة النرويجية لإنشاء المقابر الإسلامية والحفاظ عليها.

## وصلات خارجية
- الموقع الرسمي للمجلس الإسلامي في النرويج